# Черецький район
Черецький район - муніципальне утворення у складі Кабардино-Балкарської Республіки.
Адміністративний центр - селище міського типу Кашхатау.

## Географія
Черецький район розташований в південно-східній частині Кабардино-Балкарської Республіки і межує: з Чегемським районом на заході, з Урванським районом на півночі, з Лескенським районом на сході, з республікою Північна Осетія-Аланія на сході, і з Грузією на півдні. На північному заході район межує із землями Нальчицького міського округу. Рельєф території району складний.
Черецький район є одним з найвисокогірніших районів Російської Федерації. Основний земельний масив розташований у високогірній зоні. По території району проходить Головний Кавказький хребет. Із семи гірських вершин висотою понад п'ять тисяч метрів, що знаходяться на Кавказі, п'ять розташовані в Черецькому районі. На території району знаходяться три ущелини - Хуламо-Безенгійська, Балкарська і Псигансуєвська. Площа території району складає - 2210 км².

## Історія
Згідно з постановою № 92 Президії Кабардино-Балкарської облвиконкому від 28.01. 1935 року район був утворений шляхом розукрупнення Балкарського району на чотири нових райони: Хуламо-Безенгієвський, Чегемський, Черецький і Ельбруський.
Згодом Президія Верховної Ради Кабардинській АРСР, у зв'язку з депортацією балкарського народу, скасувала Черецький і Хуламо-Безенгієвський райони. Території скасованих районів були об'єднані в Радянський район (згідно з указом Президії Верховної Ради РРФСР від 25.04. 1944 року). У тому ж році до складу Радянського району передані - Аушигерська і Герпегежська сільради з Нальчицького району, Зарагіжська і Жемталинська сільради з Урванського району.
У зв'язку з реабілітацією балкарського народу постановою Парламенту КБР від 5 травня 1994 року Радянський адміністративно-територіальний район Кабардино-Балкарської Республіки перейменований в Черецький район район, без зміни діючих адміністративних меж та правового статусу району в цілому і кожного населеного пункту окремо.

## Населення
Населення — 27 220 осіб.
Національний склад
За даними Всеросійського перепису населення 2010 року :
| Народ                | Чисельність, чол. | Частка від усього населення,% |
| -------------------- | ----------------- | ----------------------------- |
| Балкарці             | 17251             | 64,0%                         |
| Кабардинці (черкеси) | 9300              | 34,5%                         |
| Росіяни              | 137               | 0,5%                          |
| Інші                 | 268               | 1,0%                          |
| Усього               | 26956             | 100%                          |

## Транспорт
Транспортне сполучення представлено мережею федеральних, республіканських і районних доріг загальною протяжністю 283 км. Залізниці в районі немає. Районний центр - селище Кашхатау розташоване за 42 км від столиці республіки - міста Нальчик.

## Пам'ятки
На території району розташовані такі пам'ятки республіки, як - Блакитні озера, Аушигерські гарячі джерела, Черецька тіснина, знаменита Безенгійська стіна, де розташовані 5 вершин висотою понад 5000 метрів, монастир вирубаний в скелі з каменю, пам'ятники архітектури (сторожові фортеці і склепи XII-XIV століть). У верхів'ях Черецької ущелини, в урочищі Уштулу, є нарзан джерело, хвойний ліс і лікувальні грязі. Всю південну частину району займає - Кабардино-Балкарський Державний Високогірний заповідник.